# جون فرنسيس
جون فرنسيس (بالإنجليزية: John Francis)‏ (21 نوفمبر 1963 في المملكة المتحدة - ) هو لاعب كرة قدم بريطاني في مركز الهجوم. لعب مع سكونثورب يونايتد وشيفيلد يونايتد وكامبريدج يونايتد ونادي بيرنلي ونادي هاليفاكس تاون وويتبي تاون ‏ وWakefield F.C. ‏.

## وصلات خارجية
- جون فرنسيس على موقع قاعدة بيانات كرة القدم.إي يو (الإنجليزية)
- جون فرنسيس على موقع Soccerbase.com (لاعب) (الإنجليزية)